# Gruczolistość włókniejąca
Gruczolistość włókniejąca (łac. adenosis sclerosans) - jedna z chorób proliferacyjnych sutka charakteryzująca się pomnożeniem elementów gruczołowych wraz z rozrostem podścieliska. Gruczolistość jest zmianą łagodną, ale według pewnych badań zwiększa ryzyko wystąpienia raka 1,7 – 2,1-krotnie.

Przeczytaj ostrzeżenie dotyczące informacji medycznych i pokrewnych zamieszczonych w Wikipedii.